# Eva Lirot

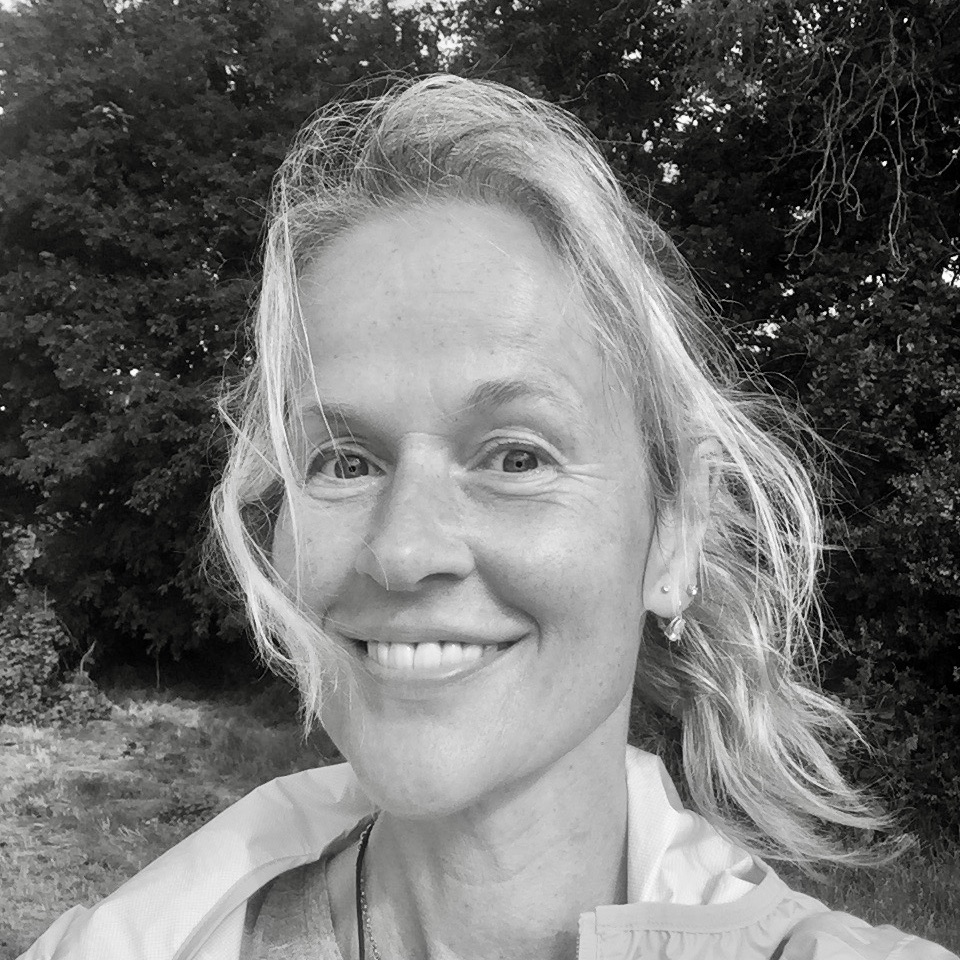
Eva Lirot (2023)

Eva Lirot (Pseudonym, wirklicher Name Bea(trix) Kietzmann; geb. 7. Juni 1966 in Diez an der Lahn) ist eine deutsche Schriftstellerin.

## Leben
Lirot wuchs in Limburg an der Lahn auf. Sie brach eine Ausbildung zur Einzelhandelskauffrau ab. Nach einer Ausbildung zur Bankkauffrau arbeitete sie als solche. Nach einer zwischenzeitlichen Anstellung am Flughafen Frankfurt und Aufenthalten in den USA und Kanada wechselte sie in die Finanzbranche. Sie studierte Literaturwissenschaft und Soziale Verhaltenswissenschaften an der Fernuniversität in Hagen. Seit 2007 schreibt sie Kriminalromane, Thriller und Kurzkrimis. 2011 war sie Teil der Jury für den Friedrich-Glauser-Preis in der Sparte Roman.
Seit 2015 bringt Eva Lirot ihre Romane im Selfpublishing heraus.
Das Pseudonym Eva Lirot ist ein Anagramm aus Voltaire, den sie nach eigenen Angaben sehr bewundert.

## Werke (Auswahl)

### Jim-Devcon-Serie
- Seelenfieber, Band 1: 2015, ISBN 978-1-5396-3076-0
- Seelenbruch, Band 2: 2015, ISBN 978-1-5396-5043-0
- Seelengruft, Band 3: 2016, ISBN 978-1-5208-0705-8
- Seelennot, Band 4: 2015, ISBN 978-1-5397-2588-6
- Seelensühne, Band 5: 2016, ISBN 978-1-5397-2025-6
- Seelenfalle, Band 6: 2016, ISBN 978-1-5397-1964-9
- Seelen in Fesseln, Band 7: 2017, ISBN 978-1-5206-5663-2
- Seelenrisse, Band 8: 2017, ISBN 978-1-973155-56-0
- Seelenloch, Band 9: 2018, ISBN 978-1-980216-20-9
- Seelenfrost, Band 10: 2018, ISBN 978-1-79091-700-6
- Seele in Aufruhr, Band 11: 2020, ISBN 979-8-6198-3956-2
- Seelenlos, Band 12: 2020, ISBN 979-8-5779-5403-1
- Seelentod, Band 13: 2021, ISBN 979-8-7467-5621-3
- Seelenpein, Band 14: 2021, ISBN 979-8-4700-1471-9
- Seelengrab, Band 15: 2022, ISBN 979-8426245228

### Die Kommissarin auf der Insel (Buchreihe)
- Küstenlicht, Band 1: 2022, ISBN 979-8840566176
- Küstenwind, Band 2: 2022, ISBN 979-8358112490
- Küstenlied, Band 3: 2023, ISBN 979-8373485067
- Küstenspiel, Band 4: 2023, ISBN 979-8390091234
- Küstenblick, Band 5: 2023, ISBN 979-8851905452
- Küstenstern, Band 6: 2023, ISBN 979-8863686950
- Küstenflut, Band 7: 2024, ISBN 979-8871247112
- Küstenring, Band 8: 2024, ISBN 979-8884089358
- Küstengauner, Band 9: 2024, ISBN 979-8328295031
- Küstenwunder, Band 10: 2024, ISBN 979-8338868034
- Küstenlist, Band 11: 2025, ISBN 979-8301236303

### Romane
- Im Feuer (Mitautor: Hughes Schlueter). 2016, ISBN 978-1-5371-8230-8
- Schattenkind: Ein Luna Walker-Roman. 2020, ISBN 979-8-6662-5329-8
- Leiser Stern: Ein kleines Weihnachtswunder. 2021, ISBN 979-8774209422

### Engel der Toten (Buchreihe)
- Engel der Toten, Band 1: 2017, ISBN 978-1-5213-5322-6
- Engel der Toten: Gnadenlose Jagd, Band 2: 2017, ISBN 978-1-5220-0980-1
- Engel der Toten: Saat des Bösen, Band 3: 2018, ISBN 978-1-983336-95-9
- Engel der Toten: Preis der Lüge, Band 4: 2019, ISBN 978-1-07-476968-0

### Kurzkrimis in Sammlungen
- Tod im Taunus, u. a. Eva Lirot, KBV, 2011, ISBN 978-3-942446-21-1
- Krimi Kommunale 3, u. a. Eva Lirot, Kommunal- und Schul-Verlag Wiesbaden, 2012, ISBN 978-3-8293-1023-9
- Cocktail-Leichen, u. a. Eva Lirot, KBV, 2016, ISBN 978-3-95441-292-1
- Manchmal muss es Mord sein, 2016, ISBN 978-1-5203-2183-7